# Jubbal
Jubbal là một thị xã và là một nagar panchayat của quận Shimla thuộc bang Himachal Pradesh, Ấn Độ.

## Địa lý
Jubbal có vị trí 31°07′B 77°40′Đ / 31,12°B 77,67°Đ Nó có độ cao trung bình là 1901 mét (6236 feet).

## Nhân khẩu
Theo điều tra dân số năm 2001 của Ấn Độ, Jubbal có dân số 1346 người. Phái nam chiếm 59% tổng số dân và phái nữ chiếm 41%. Jubbal có tỷ lệ 82% biết đọc biết viết, cao hơn tỷ lệ trung bình toàn quốc là 59,5%: tỷ lệ cho phái nam là 84%, và tỷ lệ cho phái nữ là 80%. Tại Jubbal, 10% dân số nhỏ hơn 6 tuổi.